# Tbilaviamseni
A Tbilaviamseni (grúzul: თბილავიამშენი), rövidítve TAM, vagy más néven Tbiliszi Repülőgépgyár Grúzia fővárosában, Tbilisziben működő repülőgépgyártó vállalat. A szovjet időszakban először 31. sz. repülőgépgyár (GAZ–31) néven működött. 2002-ben privatizálták, előtte grúz állami tulajdonban volt. A gyárnak kb. kétezer alkalmazottja van, a vezérigazgatója Pantia Tordiko,  A Tbilaviamseni repülőgépek fejlesztésével, gyártásával, pótalkatrészek gyártásával, valamint repülőgép-javítással foglalkozik. ISO 9001-es minősítéssel rendelkezik.

## Története
A repülőgépgyárat 1941. december 15-én alapították az egykori tbiliszi 448. sz. repülőgépmotor-gyár bázisán, miután a taganrogi 31. sz. repülőgépgyárat és a szevasztopoli 45. sz. repülőgép-javító üzemet a második világháború idején a német támadás miatt Tbiliszibe költöztették.  A termelési kapacitás növelése érdekében az új repülőgépgyárhoz csatolták a tbiliszi hangszergyárat és a vasöntödét is, de a háború után ez a két üzem kivált a gyárból. Az átköltözést követően, már novemberben megépítették az első LaGG–3 vadászrepülőgépet, de a típus sorozatgyártása csak 1942-ben indult el Tbilisziben. 1942-től más vadászrepülőgép-típusokat is építettek, így Tbilisziben is gyártották a Jak–3 és La–5 vadászrepülőgépeket. A gyár elsősorban a kaukázusi front repülőcsapatait látta el vadászrepülőgépekkel. A háború alatt repülőgépek mellett fegyveralkatrészeket is gyártottak, pl. a szovjet 82 mm-es aknavető egyes alkatrészeit, vagy a PPS–41 géppisztoly csövét.
A második világháborút követő években a Tbiliszi Repülőgépgyár a Jakovlev-tervezőiroda repülőgépeit gyártotta. 1946-ban ott kezdődött az első szovjet sugárhajtású repülőgép, a Jak–15, majd később a Jak–17 és a kétüléses Jak–17U, valamint a Jak–23 vadászrepülőgépek sorozatgyártása.
Az 1950-es évektől a gyár a Mikojan–Gurjevics-tervezőirodával működött együtt. 1952–1957 között a MiG–15, majd a MiG–17 gyártása folyt Tbilisziben. 1957-ben kezdődött a MiG–21 sorozatgyártása, mely 25 éven keresztül folyt. Első modellje a vadászrepülőgép kétüléses változata, a MiG–21U volt. Később ennek módosított változatait, a MiG–21USZ és MiG–21UM gépeket gyártottak. A vadászrepülőgépek mellett a La–17 rádió-távirányítású célrepülőgépet és a K–10SZ robotrepülőgépet
A gyár az 1970-es évek végétől a Szuhoj-tervezőirodával működött együtt, a Szu–25 csatarepülőgép sorozatgyártását végezte. A Szu–25 első sorozatgyártású példánya 1979 márciusában emelkedett először a levegőbe a tbiliszi repülőgépgyár repülőteréről. A gép nagy sorozatú gyártása a Szovjetunió felbomlásával fejeződött be.  Tbilisziben több mint 800 darab készült a típusból Az 1970-es évek közepétől az 1980-as évek közepéig az R–60 légiharc-rakétákat, majd ezt követően a Szovjetunió felbomlásáig az R–73-as rakétákat is gyártották. Előbbiből több mint 30 ezer darabot, utóbbiból kb. hatezer darabot készített. A gyár a Buran-programban is részt vett, az űrrepülőgép több részegysége ott készült.

## A Tbilaviamseni
A Szovjetunió szétesése után a repülőgépgyár a grúz állam tulajdonába került. A gyárat modernizálták, modern tervezési és gyártási technológiákat honosítottak meg, és a vállalatvezetésben is korszerű módszereket vezettek be. A gyár átalakításában kulcsszerepe volt a grúz repülőgépipar jelentős alakjának,  Pantia Tordikónak, aki jelenleg a Tbilaviamseni vezérigazgatója. A céget 2002 márciusában privatizálták, részvénytársasággá alakították át. A vállalat részvényeinek 10%-a a dolgozók tulajdonában van.
Az 1990-es évek első felében elsősorban hazai használatra a gyárban a Szu–25 páncélvadász változatát, a Szu–25T-t, valamint a Szu–25BM-t, és a kétüléses Szu–25UB-t gyártották kis mennyiségben. Az 1990-es években a Jak–58 könnyű utasszállító repülőgépből is építettek néhány példányt. Az 1990-es évek végén a Tbiliszi Repülőgépgyárban építették meg a Grúz Űrkutatási Szerkezetek Intézete által tervezett mobil antennát, melyet 1999. július 23-án próbáltak ki a Mir űrállomáson.
A Tbilaviamseni az izraeli Elbit Systems céggel együttműködve modernizációs programot dolgozott ki a Szu–25 csatarepülőgépekhez. A modernizált repülőgépet 2001-ben mutatták be.
2004-ben a Tbilaviamseni közös vállalatot hozott létre az amerikai Epic Aircraft céggel egy 5–6 üléses könnyű utasszállító repülőgép gyártására. A gép típusjelzése kezdetben TAM–AIR volt, majd később ELITE-re változtatták. A repülőgépgyár legújabb projektje a TAMJet könnyű utasszállító, melyet az amerikai Maverick Jets céggel közösen fejlesztenek.
A gyár modern tervezőrendszerekkel rendelkezik, használják többek között a CATIA, a Mechanical Desktop, a Nastran, a Patran és a T-FLEX szoftvereket is.
A gyárat és a repülőterét a 2008-as orosz–grúz háború során több légitámadás is érte, a keletkezett károk mértéke nem ismert.

## Külső hivatkozások
- A Tbilaviamseni honlapja (angolul és grúzul)
- A Tbilaviamseni a GlobalSecurity honlapján (angolul)